# Марсељски атентат
Атентат у Марсељу на краља Александра I Карађорђевића се одиграо у уторак, 9. октобра 1934. године, приликом његове званичне посете Француској, у Марсељу испред Палате Бурзе, у 16 часова и 20 минута.
Атентатор, Владо Черноземски, припадник Унутрашње македонске револуционарне организације (скраћено ВМРО), усмртио је краља Александра са четири метка, а једним је лакше ранио француског министра иностраних послова Луја Бартуа, који је услед неадекватне медицинске помоћи искрварио и умро. Око атентата су сарађивали усташе и ВМРО, који су желели да отцепе Хрватску и Македонију од Краљевине Југославије. У атентат су биле умешане и поједине стране силе, у првом реду Мусолинијева Италија, која је имала територијалне претензије ка Југославији, односно њеној јадранској обали.
По мемоарима Александровог другог сина, Томислава Карађорђевића, у тренутку Марсељског атентата је краљ Александар био смртно болестан од рака, и лекари су му давали око шест месеци живота. Томислав је то сазнао од мајке, краљице Марије, а за краљеву дијагнозу су знали само чланови породице и узак круг лекара. Патолошки налаз који је начињен после атентата наводно потврђује ту дијагнозу.
Југословенска обавештајна служба имала је своје доушнике у усташком покрету и знали су да је атентат планиран. Балистички извештај поводом овог атентата је написан годину дана касније, 1935, али није био доступан јавности све до 1974. Овај извештај је први пут у јавност објавио белгијски историчар Жак де Лонеј, и у њему стоји да је Луј Барту погођен метком са бакарном кошуљом од 8mm што није била муниција ни за један од два пиштоља које је имао Черноземски, већ га је користила француска полиција. Сматра се да је Барту рањен залуталим метком током паничне интервенције полиције непосредно после атентата.

## Прилике у земљи

### Ситуација у Вардарској Македонији
На југоистоку Краљевине СХС и даље је било отворено „македонско питање“. Бугарска влада је прећутно одобравала деловање Унутрашње македонске револуционарне организације (ВМРО) на њеној територији, одакле су вршени напади на пограничне области Македоније које су се нашле у саставу Краљевине СХС. У Вардарској Македонији су вођене праве оружане борбе жандармерије са комитима. У 1923. и 1924. години је у региону Вардарске Македоније деловало 53 чете, од чега 36 из Бугарске, 12 локалних и 5 из Албаније. Укупнo бројно стање људства је било 3245 комита, предвођених од 79 војвода. Забележено је 119 битака и 73 терористичка акта. Српски губици су били 304 погинула војника и преко 1300 рањених.
ВМРО је сарађивала са властима Бугарске, а критиковали су увођење српског језика у Вардарској Македонији, залажући се за увођење бугарског језика. Критиковали су и што се Вардарска Македонија називала „Јужном Србијом“ (неслужбено) или „Вардарском бановином“ (службено). Говорни језик македонских Словена је службено сматран дијалектом српско-хрватског језика, па је ВМРО критиковала потискивање јужног дијалекта.
Услед овакве политике, влада је морала да се конфронтира с активностима македонских и пробугарских банди. У Вардарској Македонији су вођене праве оружане борбе жандармерије са комитама.

### Ситуација у Хрватској
Хрватска и српска интелигенција углавном су се залагале за народно јединство. Хрватска интелигенција није имала много додира са сељаштвом. У Хрватској је опште право гласа први пут уведено 1920. године Према Ћоровићу, хрватске масе су, чим им се указала прилика, одмах кренуле за најрадикалнијим сугестијама, па су прихватили Стјепана Радића.
Пре уједињења полазна тачка свих важних чинилаца и са српске и са хрватске стране била је да су Срби, Хрвати и Словенци један народ, један али троимени. Било је то стајалиште и Југословенског одбора и Народног Већа и Хрватског Сабора, када је 29. октобра 1918. године одлучио о уједињењу. Међутим Стјепан Радић, вођа Хрватске сељачке странке, је одмах тражио републиканско уређење државе.
Дана 1. децембра 1918. године регент Александар је прогласио Краљевину Срба, Хрвата и Словенаца. Незадовољни франковачки елементи организовали су протест у Загребу. Њима су се придружили домобрани двеју пуковнија 5. децембра 1918. године, тражећи хрватску републику. На Тргу бана Јелачића пресрели су их и разбили одреди далматинских морнара и хрватски соколи.
На изборима 1920. године Хрватска пучка сељачка странка постиже изврсне резултате, међутим, њени посланици напуштају Уставотворну скупштину након што одбијају поздравити српског регента Александра као владара нове државе. Радић и његова партија сматрали су да је проглашење Краљевине СХС правно неважеће и нису хтели да поштују одредбе Крфског споразума, који је закључио Југословенски одбор са Трумбићем. Исте године, ова странка мења име у Хрватска републиканска сељачка странка и постаје непомирљиви противник београдског монархистичког режима. Српски посланици 28. јуна 1921. године тесном већином доносе централистички Видовдански устав. Радићева странка је бојкотовала Уставотворну скупштину. Пре тога у Загребу су се 1. априла 1921. године део хрватских посланика је усвојио „Устав неутралне Сељачке републике Хрватске“.
Хрватски посланици су 1922. године послали представку Друштву народа у Женеви, објашњавајући положај хрватскога народа у новој држави, на шта никада нису никакав добили одговор. Након тога, 1923. године хрватски вођа Стјепан Радић креће по Паризу, Лондону и Москви, тражећи помоћ у решавању „хрватског питања“. Настојећи да придобије страну помоћ, Стјепан Радић је 1924. посетио Москву и учланио странку у Сељачку интернационалу. Крајем исте године београдски режим на ХРСС примењује Обзнану, забрањује њено деловање и хапси Радића. У затвору, Радић прихвата монархију и одриче се републиканизма, те странка мења име, избацујући придев „републиканска“. Пуштен је 1925. године, након чега се вратио у скупштину. На седници скупштине 20. јуна 1928. године, Пуниша Рачић, српски политичар из Црне Горе, је након провокација са хрватске стране пиштољем убио групу хрватских народних посланика на челу са Стјепаном Радићем. 
1929. године у Италији основана је Усташа - хрватска револуционарна организација (УХРО) која се борила против краља Александра Карађорђевића и Југославије, а за остварење самосталне хрватске државе. Непосредно по завођењу диктатуре 1929. године, у Софији долази до састанка вођа УХРО (Усташа - хрватска револуционарна организација) Анте Павелића и ВМРО (Унутрашња македонска револуционарна организација) Ванча Михајлова. Том приликом се договарају о заједничком будућем деловању и потписују “Софијску декларацију” која предвиђа стварање независних држава Хрватске и Македоније. У септембру 1932. организован је Лички или Велебитски устанак, када наоружане усташе нападају жандармеријску станицу крај Госпића. Комунистичка партија Југославије прогласом »поздравља усташки покрет личких и далматинских сељака и ставља се потпуно на њихову страну«.

### Шестојануарска диктатура
Шестојануарска диктатура је био период диктатуре у Краљевини СХС од 6. јануара 1929. до 3. септембра 1931. године када је краљ Александар I Карађорђевић распустио Народну скупштину, суспендовао Видовдански устав, забранио рад свих политичких странака и синдиката, забранио политичке скупове, увео цензуру, прогласио идеологију „интегралног југославенства“ и држави променио име у Краљевина Југославија.
Током диктатуре прогањани су и затварани многи политички противници централизма, пре свега чланови Комунистичке партије Југославије, Хрватске републиканске сељачке странке и Унутрашње македонске револуционарне организације. Диктатура је званично укинута 3. септембра 1931. године доношењем Октроисаног устава, којим је потврђен лични режим Александра Карађорђевића. И након престанка диктатуре, настављени су прогони и затварања политичких противника.
У затвору Лепоглава почетком 1934. године долази до стварања „Заједнице политичких осуђеника: хрватских националних револуционара, македонских националних револуционара и комуниста“, у циљу заједничке борбе против краљеве „војнофашистичке“ диктатуре.

### Неуспели атентати
Убиству Александра Карађорђевића је претходило неколико неуспелих атентата.
Године 1916. у Солуну је наводно покушан атентат на регента Александра Карађорђевића, због чега је пуковник Драгутин Димитријевић Апис осуђен и погубљен. Након усвајања Видовданског устава, 1921. године комуниста Спасоје Стејић Баћо је извршио неуспешан атентат на регента Александра I Карађорђевића. Дана 17. децембра 1933. године Петар Ореб и Иво Херенчић, припадници усташког покрета, покушавали су да убију краља Александра приликом његове посете Загребу, што је успешно спречила југословенска полиција, ухапсивши атентаторе.

## Упливи страних сила

### Бугарска и ВМРО
Бугарска влада је, сматрајући Македонце Бугарима, пред Друштвом народа покретала питање Македонаца као питање положаја бугарске националне мањине. Поред тога, бугарска влада је дозвољавала Унутрашњој македонској револуционарној организацији (ВМРО) да несметано делује на њеној територији и да одатле врши нападе на пограничне области Македоније које су се нашле у саставу Краљевине СХС. У 1923. и 1924. години је у региону Вардарске Македоније деловало 53 чете, од чега 36 из Бугарске, 12 локалних и 5 из Албаније. Укупна бројно стање људства је било 3245 комита, предвођених од 79 војвода. Забележено је 119 битака и 73 терористичка акта. Српски губици су били 304 погинула војника и преко 1300 рањених. ВРМО је изгубио 68 бораца, а стотине су биле рањене.
Државни удар војно-политичке организације Звено, маја 1934. године довео је до раскида бугарске државе са ВМРО. Окрећући се сарадњи са Француском и Југославијом, звенари су разоружали комитске чете и похапсили политичке вође.

### Мусолини и усташе
Италија је, као незадовољени ратни савезник, гајила отворене територијалне претензије према Југославији, а првенствено Далмацији, коју је сматрала својом историјском провинцијом. Од доласка Бенита Мусолинија на власт у јесен 1922. године, Италија је, насупрот француској политици очувања версајског система у Подунављу и на Балкану преко Мале Антанте, водила ревизионистичку политику преко Албаније, Бугарске, Мађарске и Аустрије, која је подразумевала разбијање Краљевине Југославије. Под покровитељством Мусолинија, Анте Павелић је, после емигрирања 1929. године, организовао хрватски усташки покрет с циљем успоставе самосталне и Независне Државе Хрватске.

### Француска и Балкански пакт
Француска је сматрана верним савезником Југославије у Европи. Услед слабљења версајског система и пораста опасности од ревизије и рата, током 1933. године поведени су преговори о склапању Балканског пакта, уз француско посредовање. Турска, Грчка и Бугарска већ су ступиле у преговоре. Онда су Французи тражили да Југославија и Румунија приступе преговорима о балканском пакту и 9. фебруара 1934. године, потписан је уговор о балканском савезу између Југославије, Грчке, Румуније и Турске. Балкански пакт је поздрављен у Москви, а осуђен у Немачкој.

### Немачка и аншлус
Југославији, која је била суочена са све агресивнијом италијанском политиком, није био довољан један савезник. Према доктрини Антона Корошеца из 1927. године, коју је усвојио краљ Александар, са Немачком се требало спријатељити док још не припоји Аустрију. У марту 1934. године, Адолф Хитлер примио је југословенског посланика у Берлину, изјаснио се против италијанске доминације и рестаурације, и изјавио да жели ближе немачко-југословенске односе. Када је у јулу 1934. године, пропао нацистички пуч у Аустрији, око 700 нациста пребегло је у Југославију и добило азил. Међутим, док се Југославија приближавала Немачкој, Француска се приближавала Италији. За Француску и Чехословачку аншлус је био највеће зло, а за Југославију италијанска власт над Аустријом и рестаурација Хабзбурга.
Постоје тврдње да је у организовање атентата под називом операција „Тевтонски мач” била укључена Немачка. Сачувана је преписка Хермана Геринга и Ханса Шпајдела који је био обавештајац у Француској. Ово је обелодањено 1957. године, а 1958. се појавио и филм „Операција Тевтонски мач”.

## Догађаји пред атентат

### Међународна политичка ситуација
Француски министар иностраних послова, Луј Барту, је покушавао да оствари идеју „источног Локарна“ (види Споразум у Локарну), савеза у који би биле укључене чланице Мале Антанте и Италија. За Југославију, овај савез је подразумевао признање Совјетског Савеза и зближавање са Италијом, што је краљ Александар, ради зближавања с Немачком, настојао да избегне. Јуна, 1934. године, приликом посете Београду, Луј Барту га је убеђивао: „Немој с Хитлером, него с новим француским савезницима - Мусолинијем и Стаљином“. У октобру 1934. године, краљ Александар имао је да посети Француску, где га је чекало убеђивање да склопи савез са Мусолинијем и да се укључи у пакт за одбрану Аустрије. Пред полазак за Марсељ, краљ Александар је рекао британском посланику у Београду да ...„неће више да буде француски сателит“. Поручио је: 
Путујем у Париз зато што сам савезник Француске ... али ... ја никад нећу суделовати у једној коалицији која ће решавати проблеме средње Европе ако у њој не буде Немачка.
Немачки лист Frankfuter Zeitung је ову посету пропратио чланком у коме се каже да југословенски водећи кругови не крију своју намеру делују потпуно независно и да на то треба гледати као на првокласни политички догађај који има да створи једну потпуно нову ситуацију, јер „Александар није више мали краљић „сателит“ него Суверен који жели да води политику своје земље по свом сопственом схватању“.

### Припреме атентата
Крајем августа 1934. године, на позив Анта Павелића, вођа ВМРО-а Ванчо Михајлов је допутовао у Рим како би се договорили детаље око извршења атентата на краља Александра. Састанак су одржали у хотелу Континентал, разговору између Павелића и Михајлова присуствовао је и генерални инспектор тајне службе Италије Ериколе Конти. Одлучено је да се атентат изврши у Француској јер се већ знао програм Александрове предстојеће посете. Павелић, Кватерник и Михајлов су се договорили да припреме више група ради извођења атентата. Прва група требало је да изврши атентат по краљевом доласку у Марсељ, а друга група требало је да изврши атентат у Паризу или Версају у случају да прва група не успе. Вођа хрватских усташа Павелић издаје деклерацију којом осуђује краља Александра на смрт, а по усташким логорима почињу интензивне припреме за атентат. Због међународне јавности и могућности компромитације Мусолинијевог режима атентатори нису смели бити из Италије, већ су одабрани из Мађарске. Највеће припреме вршене су у логору Јанка Пуста и Нађ Кањижа, где усташе за извршење атентата обучава професионални атентатор ВМРО-а, Владиимир Димитров Керин, звани Черноземски. Након обуке између 15 најуспешнијих терориста, коцком су изабрана тројица атентатора: Мијо Краљ, Иван Рајић и Звонимир Поспишил. Четвртог атентатора Черноземског, Павелић је одабрао на предлог Михајлова.
Краљ, Поспишил и Рајић су добили лажне мађарске пасоше. Њих тројица су, по налогу Анте Павелића, дошли у Цирих где су их чекали Еуген Дидо Кватерник и Черноземски, који су дошли из Италије. Кватерник их је упознао са планом атентата, коју је израдио заједно са Антом Павелићем. Група коју предводи Кватерник прешла је у Француску, где су се пријавили под чехословачким документима. У Париз су стигли 30. септембра. Анте Година и његова супруга Стана, такође снабдевени лажним чехословачким пасошем, отпутовали су директно у Париз и донели атентаторима оружје. За атентат у Марсељу су одређени Величко Керин, који је имао задатак да пуца на краља, и његов пратилац Мијо Краљ, који га је требало да штити и обезбеди бег. Други пар атентатора су чинили Поспишил, као вођа који пуца, и Иван Рајић као помагач, уколико не успе атентат у Марсељу. У рано јутро 7. октобра Черноземски, Мијо краљ и Кватерник у Авињону срели су са Станом Годином, а потом пошли за Екс ан Прованс. Сутрадан 8. октобра, сви су пошли за Марсељ, где им је Кватерник дао план града и показао место одакле би пуцали на краља. Увече су се вратили у Екс, где су преноћили, сем Кватерника, који се то вече склонио у Монтре. Пошто је атентаторима предао оружје, Година се упутио се преко границе са супругом. На дана атентата, 9. октобра, Гергијев и краљ су отпутовали за Марсељ, и стигли у њега сат и по пре искрцавања краља Александара са разарача Дубровник.

### Сазнања обавештајне службе
Краљевска југословенска обавештајна служба је непосредно пред краљев долазак, преко својих агената, дознала припрема за атентат, знали су да су терористи на француској територији, али нису имали прецизне информације. У јутарњим часовима 9. октобра, југословенска обавештајна служба је добила изузетно важне податке од једног њеног агента из Италије. Указано је да ће се атентат догодити у Марсељу и да су терористи путовали чехословачким пасошима. О овим сазнањима је упознат југословенски амбасадор у Француској др Мирослав Спалајковић, који је већ био у Марсељу и органи француске безбедности. Тражили су да се о овоме обавести краљ лично и да одустане од посете Марсељу. Међутим, када је Спалајковић обавестио краља Александра о припреми атентата, краљев коментар је био: „Сада је за то исувише касно. Морамо се држати програма“.
Утицај обавештајних служби у припреми атентата није сасвим разјашњен, тако да постоје претпоставке да су са тим повезани агент Роланд Абијате и његова вереница Брита фон Колас који су неко време 1930-их живели у Београду.

## Ток атентата

### Пут у Марсељ
Свита, са краљем на челу, кренула је увече 4. октобра са железничке станице Топчидер возом до Косовске Митровице, а затим аутомобилом преко Цетиња, где је краљ Александар посетио кућу у којој је рођен. Испратили су их кнез Павле и кнегиња Олга. Из луке Зеленика је разарачем Југословенске краљевске морнарице Дубровник испловио за Француску. Чим се Дубровник примакао Марсељу, француски ескадрон испловио им је у сусрет из ратне луке Тулона. У уторак, 9. октобра 1934. године, тачно у 16 часова краљ је напустио палубу југословенског разарача и наставио моторним чамцем до Белгијског кеја. У Марсељу су га дочекали само министар иностраних послова Луј Барту и генерал Жозеф Жорж, члан високог ратног савеза.
У Марсеју је требало да положи венац на споменик Poilus d'Orient, присуствује чају у префектури и настави возом према Паризу. Званичан дочек по протоколу предвиђено је да буде у Паризу, где је требало да га дочека председник Републике Албер Лебрен. У Паризу је краљ требао и да одржи говор на француском језику, чији садржај је француски лист Le Matin (јутро) постхумно објавио 11. октобра 1934, два дана након атентата. Александар је знао француски пошто је са породицом једно време као мали одрастао у Женеви, а и тада је то био језик међународне дипломатије. Вечерње новости су објавиле превод говора у једном чланку. Говор је требао да гласи:
| Que nous aimons la France dit, par delà la mort, l'auguste voix qui s'est tue, tout le monde le sait. Cette affection aire ses racines du plus profond de notre être. Les événements n'ont pu que la porter au sommet accessible aux senti- ments humains, en la rendant per- ceptible à tous les yeux. Mon vénéré et regretté père, le roi Pierre, n'était-id pas, durant associés la Marseillaise et nous nous séparions après une der- nière accolade, chacun allant vers son destin. L'admiration de la Yougoslavie pour la France ne date pas d'hier. C'est dans l'histoire même de la nation yougoslave qrc'il faut en chercher les origines le siècle. qui reLie la Yougoslavie à l'Illyrie de Napoléon et à la Serbie de Karageorge a abouti, par' une inéluctable nécessité historique, à des résuttats logiques et naturels. Aux événements lointains, aux- quels ont été, mêlés nos grands-pè- res, ont succédé les événements plus proches de nous auxquels nous avons partictpé nous-mêmes. Nous admirons, cependant, la France non seulement pour son œu- vre accomplie dans notre destinée nationale, mais aussi pour sa mis- sion universelle qui ne cesse de s'exercer par le rayonnement de sa pensée et de son action dans le mon- de. Nous l'admirons pour la droiture et l'héroïsme de ses actes, toutes les fois où il s'agit de défendre l'équité et la justice contre l'arbitraire et la violence dans la vie internationale de même que pour la prodigieuse té- nacité de ses efforts dans la lente et laborieuse construction de la paix entre les peuples. | Колико волимо Француску, то цео свет зна. Та љубав има свој корен у дну наших бића. Догађаји су је могли само изнети на врхунац приступачан људским осећањима и учинити је видном за свачије очи. Мој обожавани отац краљ Петар био је за све време свог живота симбол верности наше љубави за вашу племениту и лепу земљу. Дивљење Југославије према Француској не потиче од јуче. У самој историји југословенског народа треба тражити зачетак. Век који везује данашњу Југославију са Наполеоновом Илиријом и Карађорђевом Србијом завршио се, по неизбежној историјској потреби, логичним и природним резултатом. За далеким догађајима, у којима су били умешани наши дедови, дошли су догађаји ближи нама у којима смо и сами учествовали. Ми се дивимо Француској не само због њеног дела које је извршила у нашој националној судбини, већ и због њене универзалне улоге коју она непрестано врши зрачењем своје мисли и својом делатношћу у свету. Ми јој се дивимо због праведности и хероизма њених поступака увек кад треба бранити правду против самовоље и силе у међународном животу. Исто тако и због огромне истрајности њених напора у лаганом и истрајном, тешком изграђивању мира међу народима |

### Свечана поворка
Краљ Александар у пратњи Бартуа и генерала Жоржа сео је у отворен аутомобил Делаж DM, регистарских таблица 6068 CA 6. Иако је био предвиђен блиндиран и потпуно затворен аутомобил, он је у последњем моменту замењен, наводно по наређењу министра Бартуа. Краљ је седео на задњем седишту на десној страни, а на левој министар Барту. На месту сувозача седео је генерал Жорж, а уз њега возач и службено лице, Бертелени.
Нешто после 16 часова свечана поворка је кренула. Испред аутомобила у коме се налазио краљ, ишли су 18 полицајаца у парадним униформама, на коњима, са исуканим сабљама. Због коњичког ескадрона, цела колона се кретала око десет километара на час. Иза краљевог аутомобила налазило се возило у којем су седели министар иностраних послова Богољуб Јевтић и Пијетри. Поворка је лагано пролазила авенијом Канбријер, главном улицом у Марсељу. Са једне и друге стране, на тротоару, стајала је маса народа и поздрављала уваженог госта.

### Смрт краља Александра
Када су краљева кола стигла на трг испред палате Берзе, око 16 часова и 20 минута, један човек искочио је из гомиле, носећи у десној руци букет цвећа и на француском викнуо:„Живео краљ!“. Изненада је скочио са десне стране на папучицу аутомобила, одбацио букет цвећа и из пиштоља испалио више хитаца у правцу краља. Пуковник Пиоле, који је био најближи догађају, са коња је сабљом убицу оборио на земљу. Атентатор је и у паду, са земље, наставио да пуца на све око себе. Затим су два полицајца испалили неколико хитаца у атентатора, који је већ био оборен.
Краљ је лежао непомичан на задњем седишту аутомобила, министар Барту је био погођен у десну надлактицу, а генерал Жорж погођен са више зрна у грудни кош, надлактицу и стомак. Због гужве на улици, аутомобил са рањеним краљем милео је до полицијске станице, где је краљу пружена прва помоћ. Међутим, лекари ништа нису могли да учине јер су ране биле смртоносне. Неколико минута после 17 часова краљ Александар I Карађорђевић од Југославије издахнуо је не долазећи свести. Лекари су утврдили да је један метак погодио десну страну груди, у пределу јетре, а затим ушао торакс. На телу су биле три ране: погођени су лева рука, раме и лопатица.
Министар Барту је пребачен у операциону салу болнице Божији дом, где је издахнуо у 17 часова и 40 минута. Тешко рањен генерал Жорж пребачен је у болницу Мишел Леви, где је успешно оперисан.

### Смрт атентатора Черноземског
Атентатор, Величко Димитров Керин, звани Владо Черноземски, погођен са више метака у тело, исечен ударцима сабље и линчован од гневне масе, пребачен је у канцеларију марсејске службе безбедности, где је и умро, не изговоривши ни једну реч. Код атентатора је пронађен чехословачки пасош на име Петрус Келеман, два пиштоља, маузер и валтер, две бомбе, бусолу и 1.700 франака. Пасош је издао чехословачки конзулат у Загребу. Убица је имао на десној руци истетовирану мртвачку главу и две укрштене кости, а изнад четири слова, ћирилицом, ВМРО.
Након овог атентата, многи Македонци, Албанци, Хрвати и противници монархије су сматрали Черноземског за хероја који је устао против тираније.

## Последице
О овом догађају снимљен је филм „Пуцњи у Марсеју”.
Француска полиција је ухапсила тројицу преживелих атентатора (Поспишил, Рајић и Мијо Краљ) и сазнала да су инструкције добили од Анте Павелића и Еугена Дида Кватерника. Француска одмах тражи од Италије изручење ове двојице, али Мусолини то одбија, да се не би открила његова умешаност. Како је Француска покушавала да постигне политички договор са Италијом, 
Француска није као кривца спомињала Италију ни на суђењу антентаторима, ни у изјавама француског представника у Друштву народа, иако је било познато да су атентат испланирале усташе у Италији, и да их италијанска влада већ више година политички и финансијски подржавала. Исто тако, вероватно под француским утицајем, Југославија за атентат није оптуживала Италију, већ Мађарску, пошто су се атентатори обучавали у логору Јанка Пуста и поседовали мађарске пасоше. Мађарска је негирала умешаност, али је под југословенским притиском расформирала логор Јанка Пуста. Иако није била оптужена за саучесништво у атентату, Италија је ипак имала проблема. Премда је одбила француски захтев за изручењем Анте Павелића и Еугена Кватерника, Италија их је ухапсила половином октобра, и држала их у затвору приближно око годину и по. Након тога Павелић је задржан у полузаточеништву, а касније под надзором, прво у Сијени, а затим у Фиренци, где ће дочекати Априлски рат. Италијанска влада је наредила разоружавање свих усташа (око 500-600 припадника) у Италији и интернирање обичних чланова у логоре на Липарским острвима. Тројица преживелих атентатора су осуђени у Француској на доживотну робију, коју су издржавали све до пада Француске.
Смрт краља Александра узбуркала је целокупну југословенску јавност. Грађанство у Београду је сазнало за вест око 19:30, са страних радио станица. Пошто је најстарији Александров син Петар био малолетан, трочлано Намесништво је преузело улогу краља. Намесништвом, које је положило заклетву верности 11. октобра, доминирао је краљев брат од стрица кнез Павле Карађорђевић, док су друга двојица намесника били Раденко Станковић и Иво Перовић. Проглашена је општа народна жалост у трајању од шест месеци ("најдубља жалост" до 25. октобра, "дубока" до 21. новембра). Чак у јапанској Осаки је одржан помен краљу, по шинто обреду. Тело краља је до Сплита превезено бродом, а одатле возом до Београда. Од њега се успут опростио велики број људи.
Натегнуту атмосферу која је владала осликава и инцидент у Бијељинској гимназији, који се збио пар дана након атентата, 11. октобра 1934. године, када је због исписаних антимонархистичких парола на табли распуштени читав седми и осми разред основне школе.

### Аутомобил у коме је извршен атентат
„Делаж” у коме је краљ убијен приспео је у Београд у априлу 1936. После Другог светског рата су из поставке Војног музеја уклоњени сви предмети који су припадали краљу, укључујући и тај аутомобил. Мирослав Милутиновић је у својој књизи Аутомобили и династија Карађорђевић навео да је тај ауто уз одобрење начелника Дома ЈНА преправљен у камиончић за доставу хране. Возачка страна је остала нетакнута, а задњи део је исечен, и у њега монтиран дрвени сандук за складиштење хране. Пошто је било тешко наћи резервне делове за њега, ауто је по окончању службе завршио у Лозници. Милутиновић се позива на сведочење извесног Јована Ковача из 1992. године, који је служио војску у Дому ЈНА током 1945—47.
Лист Политика је поводом шест деценија од атентата, објавила сведочење активиста ауто-мото друштва Гучево из Лознице, које датира из 1950-их година. По њему је Делаж 1951. године допремљен у војно предузеће Дрина у Лозници, и тамо провео три године. То је потврдио и пуковник ЈНА у пензији Јоза Штрукељ. Ауто-мото друштво Гучево га преузима 1954. године, и до лета 1962. године га користи као возило за обуку. Након лета '62 завршава на отпаду, и губи му се сваки траг.
Братислав Петковић, оснивач Музеја аутомобила у Београду и министар културе и информисања у влади Ивице Дачића пре реконструкције, у интервјуу за Вечерње новости из 2013. године је рекао да је као млад видео Делаж на отпаду у близини Калемегдана. Са њега су већ били скинути неки месингани делови, а сам Петковић је бонсеком исекао фарове како би сачувао неки део аута.

## Знамените чињенице
- Краљ Александар је требао да приликом ове посете Француској после Марсеља одседи у хотелу Кријон у Паризу.[46]
- Атентат се одржао у уторак, чиме је краљ Александар после свог деде (уторак по јулијанском календару) и оца постао трећи Карађорђевић који је преминуо тог дана у недељи.
- У тренутку атентата је краљ Александар имао непуних 46 година, Луј Барту 72, а Владо Черноземски 36.
- Према сећању његовог брата од стрица Павла, Александар никако није желео да 1934. године преко Италије посети Француску. Када су њих двојица преко Црне Горе дошли у Котор чули су да је море немирно, а Александар је тешко подносио такве услове, тј "био је лош морнар", док је краљица Марија боловала од жучи. Павле им је препоручио да оду возом, што је краљ одбио пошто је мислио да све пруге до Француске воде преко Италије коју је он хтео да избегне. Павле му је на то рекао да може возом ићи преко Аустрије и Швајцарске, што је после извесног времена Александар и увидео и испрва прихватио. Ујутру се он поново предомислио јер, када је рекао морнарима да ће ићи возом, они су се разочарали што неће добити француска одликовања. Као компромисно решење је он ишао бродом, а његова жена возом.[47]
- По мемоарима његовог другог сина, Томислава Карађорђевића, у тренутку Марсељског атентата је краљ Александар био смртно болестан од рака, и лекари су му давали око шест месеци живота. Томислав је то сазнао од мајке, краљице Марије, а за краљеву дијагнозу су знали само чланови породице и узак круг лекара. Патолошки налаз који је начињен после атентата наводно потврђује ту дијагнозу.[48]
- Његов брат од стрица кнез Павле је мислио да Краљевина Италија стоји иза његовог убиства. То је споменуо у једном подужем писму из 1947. својој ташти.[49] У преписци са Костом Ст. Павловићем је споменуо да Француска није хтела да дозволи да се на судском процесу у Екс ан Провансу, започетом после атентата, спомене Италија, а и да је Уједињено Краљевство вршило притисак на Југославију да не проузрукује ништа против ње.[50]